# Serradura

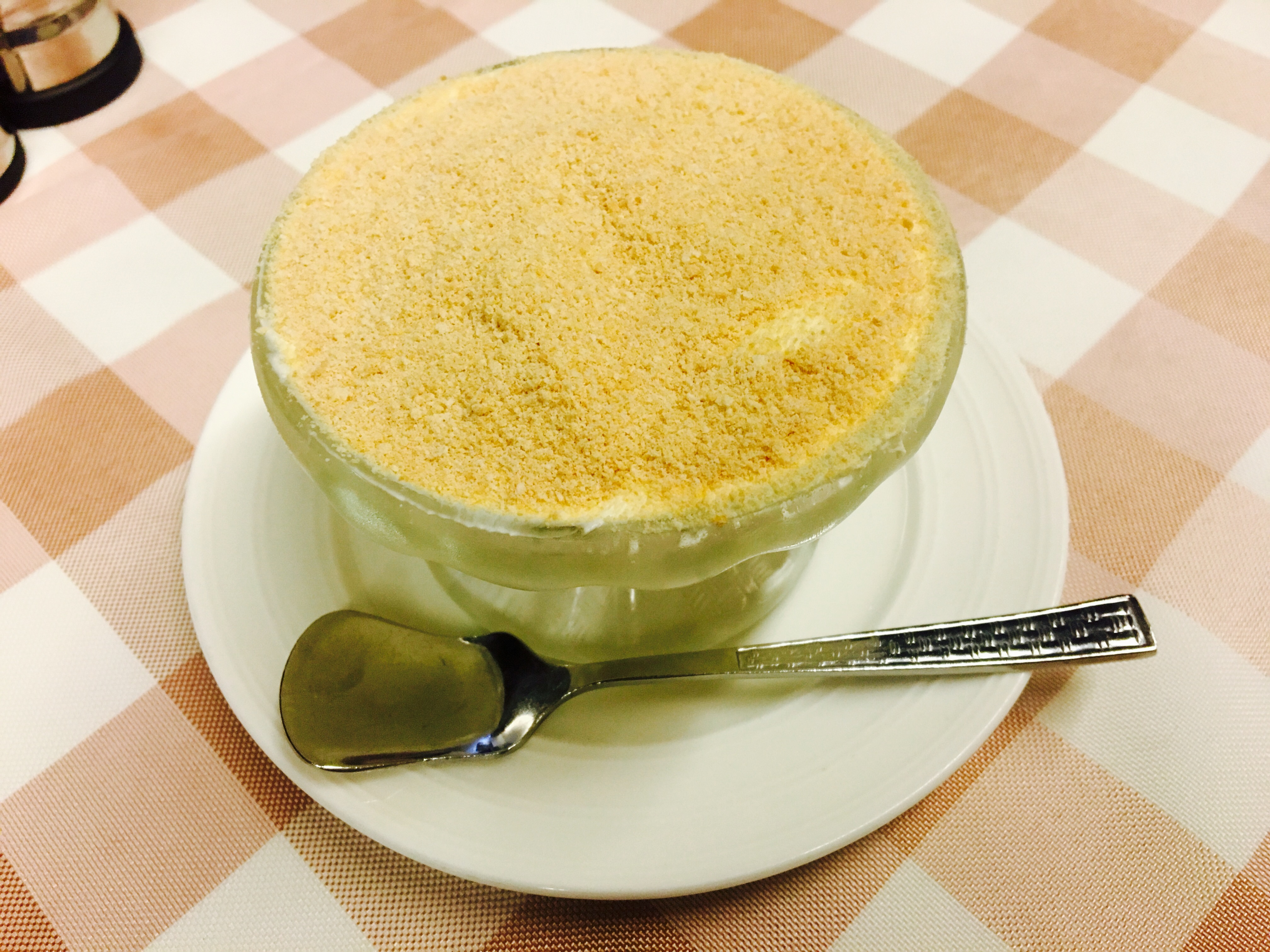
Un pot de serradura macanaise.

La serradura est un dessert d'origine portugaise mais que l'on trouve principalement à Macao. Essentiellement composé d'une alternance de couches de crème vanillée et de poudre de biscuit, on l'appelle également « gâteau à la sciure ». 